# Robert Crawshaw
Pour les articles homonymes, voir Crawshaw.
Robert Crawshaw né le 6 mars 1869 à Bury (Grand Manchester) et mort le 14 septembre 1952 à Burnley était un nageur et poloïste anglais. Il participa aux Jeux olympiques de 1900.

## JO de 1900
Spécialiste de dos (il détenait le record du monde du 100 mètres), il était favori de la finale du 200 mètres dos. Cependant, il abandonna en cours d'épreuve.
Il se classa 4e du 200 mètres nage libre. Il remporta la compétition de water-polo avec son équipe de l'Osborne Swimming Club. 

## Palmarès

### Jeux olympiques
- Jeux olympiques de 1900 à Paris (France)
  -  Médaille d'or de water-polo